# Río Jialing
El río Jialing (en chino tradicional, 嘉陵江; en chino simplificado, 嘉陵江; pinyin, jīalíngjiāng; Wade-Giles, chia-ling-chiang) es un largo río asiático, un afluente del río Yangtsé que tiene su origen en la provincia de Gansu. Recibe su nombre desde su cruce en Jialing Vale, en el condado de Feng de Shaanxi y tiene una longitud de 1.119 km, contando su fuente el río Bailong. 
Antiguamente era conocido como Langshui (chino simplificado: 阆水; en pinyin: làngshǔi) o Yushui (chino simplificado: 渝水; en pinyin: yúshǔi). 

## Geografía

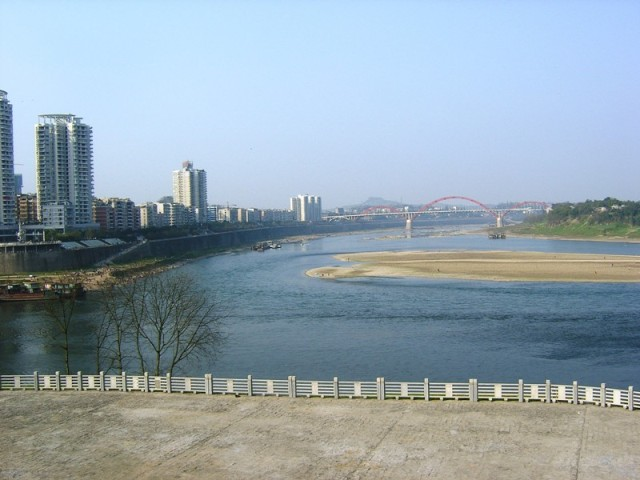
El río a su paso por la ciudad de Hechuan.

El río Jialing nace en la confluencia de los ríos Bailong y Xihanshui, en Lianghekou, en Lueyang (ciudad Hanzhong, Shaanxi). El tramo desde la confluencia hasta Zhaohua se considera la parte alta del río. El curso medio se sitúa entre Zhaohua y Hechuan y aguas abajo de Hechuan hasta la desembocadura en Chongqing se considera el curso inferior. 
La característica más notable del río Jialing es su sinuoso curso. Desde Zhangwang Miao (Templo de Zhangfei) en Guangyuan hasta Longdongtuo en Hechuan, hay una distancia en línea recta sólo ligeramente superior a 200 km y, sin embargo, el río recorre en ese trayecto más de 600 km. La parte más tortuosa de su curso está entre Nanchong y Wusheng. 

### Afluentes
Hay gran número de afluentes a lo largo del Jialing. Los afluentes más importantes son el río Fu (o Fujiang, también conocido como Sui He), de 700 km de longitud,  y el río Qu (o Qujiang), de 720 km, que desembocan ambos en el Jialing en las proximidades de la ciudad de Hechuan. 

### Principales ciudades a lo largo del río

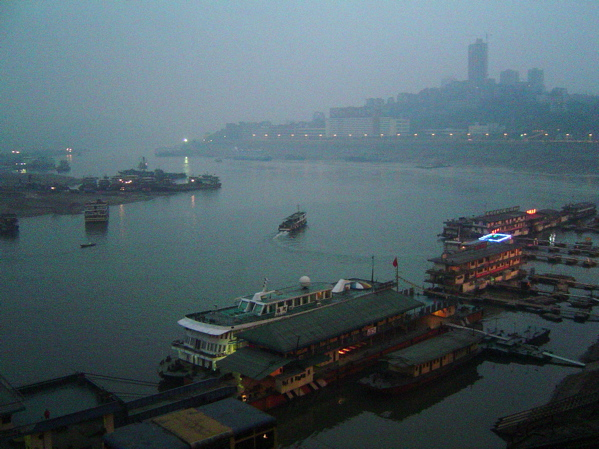
Encuentro del Jaialing y el Yangtzé, en la ciudad de Chongqing.

Las principales ciudades por la que pasa el río son las siguientes:
- Lueyang (200.361 hab. en 1999[1]
- Guang'an (4.443.000 hab.)
- Wangcang (445 963 hab. en 1999)
- Jiange (671.643 hab. en 1999)
- Cangxi (765.617 hab. en 1999))
- Langzhong (849.224 hab. en 1999)
- Peng'an (675 280 hab. (1999)
- Nanchong (7.300.000 hab.)
- Wusheng (787 093 hab. (1999)
- Hechuan (1.530.000 hab.)
- Chongqing (5.090.000 hab. en la ciudad en 2000).